# Lomtjärnen (Bygdeå socken, Västerbotten, 713627-172514)
Lomtjärnen är en sjö i Robertsfors kommun i Västerbotten och ingår i Rickleåns huvudavrinningsområde.